# Баш-Камп
Баш-Камп (кат. Baix Camp)  — район (комарка) в Испании, входит в провинцию Таррагона в составе автономного сообщества Каталония.

## Муниципалитеты
1. Ла-Альбиоль
2. Ла-Алешар
3. Альфоржа
4. Альмостер
5. Арболи
6. Ла-Аржентера
7. Боржес-дель-Камп
8. Ботарель
9. Камбрильс
10. Кастельвель-дель-Камп
11. Капафонтс
12. Кольдежоу
13. Дуэсайгуэс
14. Ла-Фебро
15. Маспужольс
16. Монт-роч-дель-Камп
17. Монтбрио-дель-Камп
18. Прадес
19. Пратдип
20. Реус
21. Риудеканес
22. Риудекольс
23. Риудомс
24. Ла-Сельва-дель-Камп
25. Вандельос-и-ла-Оспиталет-дель-Инфант
26. Виланова-д'Эскорнальбоу
27. Вилаплана
28. Виньольс-и-эльс-Аркc